# Мирный договор на Канхвадо
Мирный договор на Канхвадо (яп. 日朝修好条規 ниттё: сю:ко:дзё:ки, кор. 강화도조약?, 江華島條約?), также известный как корейско-японский договор о мире — мирное соглашение между Кореей и Японией, подписанное 26 февраля 1876 года на острове Канхвадо. С японской стороны договор подписал губернатор острова Хоккайдо Курода Киётака. По договору Корея должна была открыть японцам свои порты для торговли, а также предоставляла им большое количество привилегий.

## Исторические предпосылки
После революции Мэйдзи в Японии начал подготавливаться план по колониальным захватам на материке в рамках лозунга «Азия для азиатов». Предполагалось «освободить» народы Китая и Кореи от влияния западных держав. Корея оказалась в центре геополитических интересов Японии как удобный плацдарм для оказания давления на Россию и Китай. В корейских горах было большое количество полезных ископаемых, кроме того, на Корейском полуострове располагалось несколько удобных портов.
В январе 1876 года в Канхваскую бухту вошёл отряд японских кораблей с 800 солдатами на борту. Губернатор Курода предъявил корейским властям ультиматум, который был ранее согласован с представителями США, Англии и Франции, пригрозив начать против Кореи военные действия. Корейским властям пришлось идти на уступки и 26 февраля они подписали предложенный японцами договор. Согласно договору для свободной торговли с Японией открывались три корейских порта: сначала Пусан, а в дальнейшем — Вонсан и Инчхон, а также договор лишал Корею таможенной автономии. Японцы добились права экстерриториальности в Корее (неподсудности корейским судам) и права приобретения земельных владений.

## Итоги
Несмотря на то, что в договоре Корея признавалась независимым государством, он был крайне невыгоден для неё, её права ущемлялись во многих отношениях. После этого договора подобные документы были подписаны и с некоторыми западными державами. Вслед за заключением договора с Японией Корея была вынуждена подписать такие же неравноправные договоры с США (1882 г.), Англией (1883 г.), Россией (1884 г.), Италией (1884 г.), Францией (1886 г.), Австрией (1892 г.), Бельгией (1901 г.), Данией (1902 г.). Ведущие страны развязали борьбу за доминирование в Корее, однако ввиду удалённости Кореи от западных государств, те не могли уделять ей много внимания. Поэтому Япония последовательно наращивала своё преимущество и в итоге стала главной доминирующей силой на Корейском полуострове.
Усиление позиций Японии постепенно пошатнуло лидерство Китая в регионе.
Иностранные товары, наводнившие корейский рынок, окончательно разорили крестьян и ремесленников. Обострились все противоречия, разъедавшие её феодальный строй. В 1893 году страну охватил неурожай, следствием чего был голод. В голодных районах начались волнения. 15 февраля 1894 г. в уезде Кобу провинции Чолладо разгорелось крестьянское восстание, впервые в истории Кореи имевшее свою собственную идеологию — религиозное учение «тонхак».